# Вудфорд (Ирландия)
Вудфорд (англ. Woodford; ирл. An Ghráig, Ан-Храгь) — деревня в Ирландии, находится в графстве Голуэй (провинция Коннахт). Население — 280 человек (по переписи 2002 года). При этом, население пригородов (environs) — 479 человек.